# Симфония на тему песни французского горца
Симфония на тему песни французского горца или Севеннская симфония соль мажор (фр. Symphonie sur un chant montagnard français, Symphonie Cévenole) — наиболее известное в наши дни произведение Венсана д’Энди. Написана в 1886 году, впервые исполнена Оркестром Ламурё 20 марта 1887 года (партия фортепиано — Мари Леонтина Борд-Пен). Средняя продолжительность исполнения — 26 минут.
В основу симфонии положена пастушеская песня, услышанная композитором в Севеннах — горном районе центральной Франции, который с отроческих лет служил ему источником вдохновения. Тема песни проводится в самом начале симфонии английским рожком и затем проходит через все три части, скрепляя произведение. В жанровом отношении сочинение д’Энди тяготеет к концертной симфонии: оно написано для фортепиано и симфонического оркестра, однако партия фортепиано не носит концертного характера; по словам Альфреда Корто, «оно не господствует над оркестром, а вносит пряность необычного тембра». Такая трактовка взаимоотношений солирующего инструмента и оркестра именно в это время интересовала ведущих французских композиторов: двумя годами ранее учителем д’Энди Сезаром Франком была создана симфоническая поэма «Джинны» (некоторые источники видят здесь прямое влияние), а почти одновременно появилась Третья симфония Камиля Сен-Санса (с участием органа).